# (474640) Alicanto
(474640) 2004 VN112 là một thiên thể ngoài Hải Vương tinh. Nó được khám phá vào ngày 6 tháng 11 năm 2004. Độ lệch tâm quỹ đạo lớn của nó cho thấy mạnh mẽ rằng nó đã bị phân tán bằng lực hấp dẫn đến quỹ đạo của nó hiện tại.

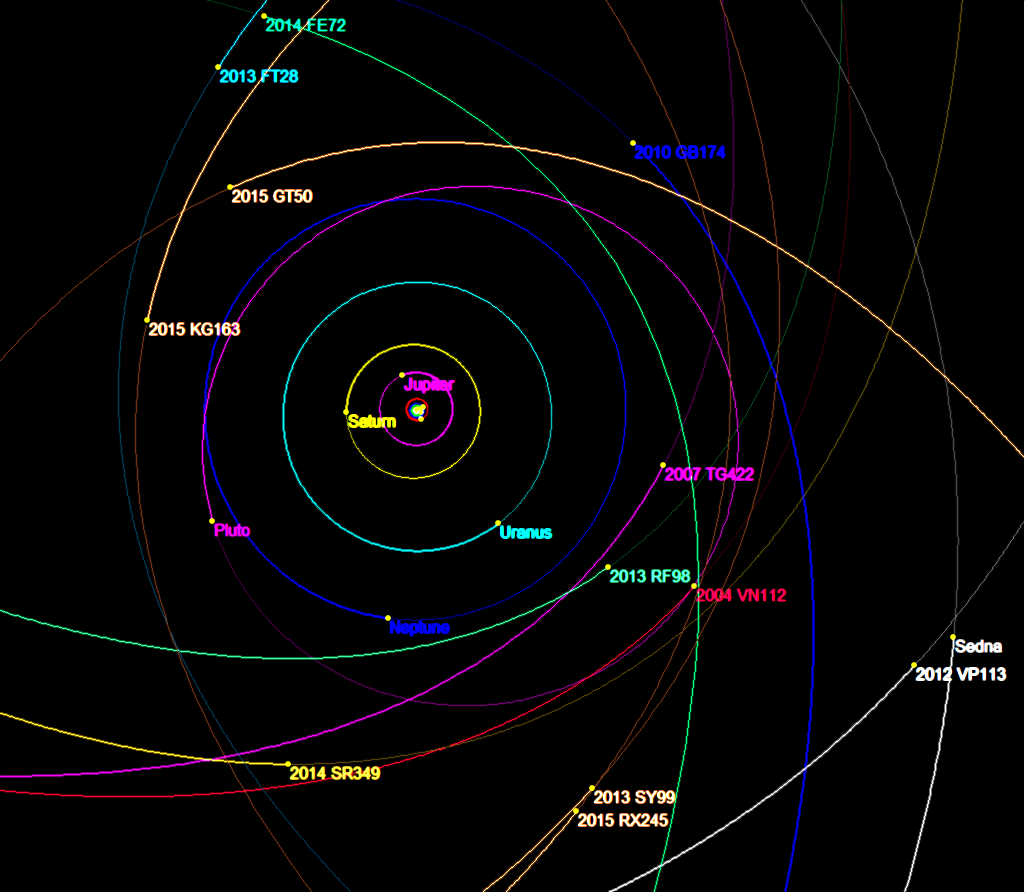
Quỹ đạo của 2004 VN112 (màu đỏ).

Nó không bao giờ đến gần hơn 40 AU đến Mặt Trời (gần cạnh ngoài của vành đai Kuiper) và trung bình hơn 300 AU từ Mặt Trời.